# Edward Davis
Edward Davis was een Engelse boekanier. Vanaf 1680 viel hij Spaanse schepen aan en steden langs de Grote Oceaan. Zo viel hij in 1684 de stad Guayaquil aan. In 1685 moesten León en Panama-Stad het ontgelden. Zijn vlaggenschip droeg de naam Batchelors Delight.
Mogelijk heeft hij een schat begraven op Cocoseiland (Costa Rica). Ook zou hij Paaseiland al eerder bezocht hebben dan Jacob Roggeveen.